# Gunther Philipp
Gunther Philipp (8 de junio de 1918 - 2 de octubre de 2003) fue un actor teatral y cinematográfico, médico y deportista de nacionalidad austriaca.

## Biografía
Su verdadero nombre era Gunther Placheta, y nació en Toplița, Imperio austrohúngaro, actualmente parte de Rumania. Debido a la Primera Guerra Mundial, su padre estaba destinado en Transilvania, actualmente parte de Rumania, y poco después del nacimiento de Gunther la familia se fue a vivir a Viena. Philipp se educó en Viena y en Innsbruck. 
Philipp fue un nadador de éxito: durante 14 años mantuvo el récord de Austria de 100 metros estilo braza. Además, formó parte del equipo austriaco de natación en los Juegos Olímpicos de Berlín 1936, aunque no fue nominado por razones políticas.
Durante la Segunda Guerra Mundial Philipp estudió interpretación en el Seminario Max Reinhardt y en la Universidad de Viena, especializándose en Psicología y Medicina. En 1943 se doctoró y cumplió el servicio militar en un hospital de campaña. Finalizada la guerra hizo prácticas en Eberstalzell y trabajó en la Clínica de Neurología y Psiquiatría de la Universidad de Viena.
En 1946 fundó, junto a Peter Wehle y Fred Kraus, el grupo de cabaret „Die kleinen Vier“. En 1949 Philipp dejó en parte su trabajo para dedicarse a la actuación y a la faceta de presentador, aunque durante toda su vida conservó el interés por los temas médicos. Además de actor, Philipp fue también guionista cinematográfico y de programas de radio. Como actor, así mismo cosechó éxitos trabajando en el género del teatro de boulevard, y en el cine se hizo conocido por su actuación en comedias junto a Peter Alexander y Hans Moser.
En los años 1950 Philipp fundó su propio equipo automovilístico, compitiendo en la categoría gran turismo, llegando a ganar varias veces el campeonato de Austria. Tras finalizar su carrera deportiva, fue presentador del programa de Österreichischer Rundfunk Motorama.
Philipp fue uno de los actores más conocidos y populares de su país, principalmente en las décadas de 1950 y 1960, actuando en casi 150 producciones cinematográficas y televisivas, participando además en la realización de 21 guiones.
Gunther Philipp falleció el 2 de octubre de 2003 en una clínica de Bonn, Alemania, a causa de una larga enfermedad. Tenía 85 años de edad. Fue enterrado en el Cementerio Melaten de Colonia, encontrándose su tumba en la vecindad de compañeros actores como Willy Birgel, René Deltgen y Gisela Uhlen. Philipp había estado casado cuatro veces, la última de ellas con Gisela Kirchberg, hija de un médico y mucho más joven que él. El actor tuvo tres hijos.

## Filmografía
| - 1949: Märchen vom Glück - 1949: Kleiner Schwindel am Wolfgangsee - 1950: Der Schuß durchs Fenster - 1950: Liebe auf Eis - 1950: Skandal in der Botschaft - 1951: Eva erbt das Paradies - 1952: Der Mann in der Wanne - 1952: Ideale Frau gesucht - 1952: Der Obersteiger - 1953: Die Rose von Stambul - 1953: Der keusche Josef - 1953: Tante Jutta aus Kalkutta - 1953: Kaiserwalzer - 1953: Geh mach dein Fensterl auf - 1953: Der Vetter aus Dingsda - 1954: Die süßesten Früchte - 1954: Rosen aus dem Süden - 1954: Kaisermanöver - 1954: Große Starparade - 1954: Schützenlisel - 1955: Ehesanatorium - 1955: Die Deutschmeister - 1955: Der fröhliche Wanderer - 1955: Zwei Herzen und ein Thron - 1955: Ja, ja, die Liebe in Tirol - 1955: Der Kongreß tanzt - 1955: Die Drei von der Tankstelle - 1956: IA in Oberbayern - 1956: Symphonie in Gold - 1956: …und wer küßt mich? - 1956: Lügen haben hübsche Beine - 1956: Lumpazivagabundus - 1956: Manöverzwilling - 1956: Die Christel von der Post - 1956: Kaiserjäger - 1956: Der Bettelstudent - 1956: Der schräge Otto - 1957: Das Mädchen ohne Pyjama - 1957: Das haut hin - 1957: Kindermädchen für Papa gesucht - 1957: Hoch droben auf dem Berg - 1957: Scherben bringen Glück - 1957: Der kühne Schwimmer - 1957: Die Beine von Dolores - 1957: Der Graf von Luxemburg - 1958: Mikosch, der Stolz der Kompanie - 1958: Münchhausen in Afrika - 1958: Mein Mädchen ist ein Postillion - 1958: Zauber der Montur - 1958: Gräfin Mariza - 1959: Mikosch im Geheimdienst - 1959: Zwölf Mädchen und ein Mann - 1960: Bomben auf Monte Carlo - 1960: Ich zähle täglich meine Sorgen - 1960: Das Dorf ohne Moral - 1960: Im weißen Rößl - 1960: O sole mio - 1961: Kauf Dir einen bunten Luftballon - 1961: Eduard III (TV) - 1961: Die Abenteuer des Grafen Bobby - 1961: Ach Egon! - 1961: Mariandl - 1961: Blond muß man sein auf Capri - 1961: Ein Stern fällt vom Himmel - 1961: Saison in Salzburg - 1961: Unsere tollen Tanten - 1962: Nachts ging das Telefon - 1962: Die Fledermaus - 1962: Die türkischen Gurken - 1962: Das süße Leben des Grafen Bobby - 1962: Verrückt und zugenäht - 1962: Das ist die Liebe der Matrosen - 1962: Vor Jungfrauen wird gewarnt | - 1962: Hochzeitsnacht im Paradies - 1962: Almost Angels - 1962: Mariandls Heimkehr - 1962: Unter Wasser küsst man nicht - 1962: Die lustige Witwe - 1963: Unsere tollen Nichten - 1963: Die ganze Welt ist himmelblau - 1963: Schwejks Flegeljahre - 1963: Unsere tollen Tanten in der Südsee - 1963: Der Musterknabe - 1963: Mit besten Empfehlungen - 1963: Ist Geraldine ein Engel? - 1963: Im singenden Rößl am Königssee - 1963: … denn die Musik und die Liebe in Tirol - 1964: Liebesgrüße aus Tirol - 1964: Hilfe, meine Braut klaut - 1964: Jetzt dreht die Welt sich nur um dich - 1964: Die große Kür - 1964: Happy-End am Attersee - 1965: Graf Bobby, der Schrecken des wilden Westens - 1965: … und sowas muß um 8 ins Bett - 1965: Ein Ferienbett mit 100 PS - 1965: Tausend Takte Übermut - 1965: Tante Frieda – Neue Lausbubengeschichten - 1966: Das sündige Dorf - 1966: 00Sex am Wolfgangsee - 1967: Das große Glück - 1967: Susanne, die Wirtin von der Lahn - 1967: Wiener Schnitzel - 1967: Studio Europa (TV) - 1967: Heubodengeflüster - 1968: Paradies der flotten Sünder - 1968: Otto ist auf Frauen scharf - 1969: L’odio è il mio Dio - 1969: Das Go-Go-Girl vom Blow-Up - 1969: Charley’s Onkel - 1969: Lauf doch nicht splitternackt herum (TV) - 1969: Guten Rutsch! (TV) - 1970: Frau Wirtin treibt es jetzt noch toller - 1970: FBI – Francesco Bertolazzi investigatore, episodio Notte americana (serie TV) - 1970: Wenn die tollen Tanten kommen - 1970: Spiel nicht mit kleinen Mädchen (TV) - 1970: Musik, Musik – da wackelt die Penne - 1971: Das haut den stärksten Zwilling um - 1971: Mein Vater, der Affe und ich - 1971: Tante Trude aus Buxtehude - 1971: Einer spinnt immer - 1971: Wenn mein Schätzchen auf die Pauke haut - 1971: Die tollen Tanten schlagen zu - 1971: Rudi, benimm dich! - 1971: Die Kompanie der Knallköppe - 1972: Außer Rand und Band am Wolfgangsee - 1974: Zwei im siebenten Himmel - 1974: Hochzeitsnacht im Paradies (TV) - 1975: Wann wird es endlich wieder Sommer - 1975: Der Geheimnisträger - 1980: Hollywood, ich komme (TV) - 1981: Piratensender Powerplay - 1982: Banana Joe - 1982: Ein dicker Hund - 1983: Plem, Plem – Die Schule brennt - 1983: Lass das – ich hass’ das - 1984: Heiße Wickel – kalte Küsse (serie TV) - 1990: Ein Schloss am Wörthersee, episodio Der Schönheitschirurg (serie TV) - 1993–2002: Forsthaus Falkenau (serie TV) - 1994: Internationale Zone - 1994: Stella Stellaris (miniserie TV) - 1996–1997: Kaisermühlen-Blues (serie TV) - 2000: Hinter Gittern – Der Frauenknast, episodio Blind Date (serie TV) - 2001: Ene mene muh – und tot bist du - 2002: Das Fenster-Theater |

## Teatro
- 1946: Das Konzert
- 1958: Meine Frau heißt Julius
- 1960: Hurra, ein Junge!
- 1961: Eduard III
- 1965: Hurra – ein Bub!
- 1966: Die Kaktusblüte
- 1969: Ein Mädchen in der Suppe
- 1970: Versuchs doch mal mit kleinen Mädchen
- 1971: Kleine Mädchen?
- 1972: Der Herr von „Wagons-Lits“
- 1974: Der Mann der sich nicht traut
- 1975: Wann heiraten wir?
- 1975: Ein seltsames Paar
- 1976: Vier Fenster zum Garten
- 1977: Die tote Tante und Traugotts Versuchung
- 1977: Vater einer Tochter
- 1979: Bitte nur kleine Blumen
- 1980: Wie man sich bettet
- 1981: Ein Joghurt für zwei
- 1983: Wer mit wem?, comedia de Gunther Philipp y Dieter B.
- 1983: Ein Abend bei Curt Goetz:
  - 1. Das Märchen
  - 2. Der Hund im Hirn
  - 3. Minna Magdalena
- 1985: Sein bester Freund
- 1986: Urlaub vom ich
- 1987: Nicht zuhören, meine Damen!
- 1988: Damenroulette, comedia de Gunther Philipp

## Éxistos como deportista
- 1935 Récord de Austria de 100 m Braza
- 1937 Récord de Austria de 100 m Braza
- 1938 Récord de Austria de 100 m Braza
- 1939 Récord de Austria de 100 m Braza
- 1939 Récord del mundo académico de 100 m braza en el Campeonato Universitario de Alemania
- 1962 Campeonato de Austria con Ferrari 250 GT
- 1963 Campeonato de Austria con Ferrari GTO

## Premios
- Medalla de las Artes y las Ciencias de Austria
- Medalla de Honor de Oro de la ciudad de Viena